# Alema
Alema este o arie protejată (arie specială de conservare — SAC, sit de importanță comunitară — SCI) din Estonia întinsă pe o suprafață de 60,2 ha, integral pe uscat.

## Localizare
Centrul sitului Alema este situat la coordonatele 59°05′14″N 24°20′05″E / 59.0871°N 24.3348°E.

## Înființare
Situl Alema a fost declarat sit de importanță comunitară în aprilie 2004 pentru a proteja 3 specii de plante. Situl a fost protejat și ca arie specială de conservare în iunie 2006.

## Biodiversitate
Situată în ecoregiunea boreală, aria protejată conține 5 habitate naturale: Turbării active, Mlaștini calcaroase cu Cladium mariscus și specii de Caricion davallianae, Taiga vestică, Păduri caducifoliate bătrâne naturale hemiboreale fino-scandinave (Quercus, Tilia, Acer, Fraxinus sau Ulmus) bogate în specii epifite, Păduri caducifoliate de mlaștină fino-scandinave.
La baza desemnării sitului se află mai multe specii protejate de  plante (3): papucul doamnei (Cypripedium calceolus), moșișoare (Liparis loeselii), Saussurea alpina subsp. esthonica.
Pe lângă speciile protejate, pe teritoriul sitului au mai fost identificate 10 specii de plante.